# Jorge Alberto Uribe
Jorge Alberto Uribe Echavarría ( Medellín, 30 de octubre de 1940) es un político y empresario colombiano. 
En el 2003, el gobierno de Álvaro Uribe lo designó como Ministro de Defensa de Colombia.

## Biografía
Nacido en Medellín, 30 de octubre de 1940. Estudió economía  en la Universidad George Washington en Estados Unidos e hizo un posgrado de mercado internacional en Francia.
A finales de 2003, fue nombrado ministro de defensa y ese fue su primer cargo político. Como ministro de defensa de Colombia, organiza la operación en la que fue capturado Rodrigo Granda integrante de las FARC-EP, la cual fue rechazada por el gobierno de Venezuela. Presentó la renuncia en medio de críticas por la arremetida de las FARC-EP en diferentes sectores del país como en Toribío (Cauca), Las Fuerzas Militares exaltaron respaldaron la labor de Uribe Echavarría en esa cartera.

## Controversias
Jorge Alberto Uribe, rechazó los señalamientos que el diario El Nuevo Herald de Miami hizo en torno a la supuesta relación sentimental que mantuvo con una mujer detenida por narcotráfico en la cárcel El Buen Pastor de Medellín. En un comunicado de prensa, el ministro ratificó que conoce a esta persona desde hace diez años y que no conoció de las actividades delincuenciales que realizó. "En una sola oportunidad, a principios de 2003, siete meses antes de mi posesión como Ministro de Defensa, la visité en la Cárcel del buen Pastor de Medellín" dijo Uribe.